# Instituto COPPEAD de Administración
El Instituto COPPEAD de Graduados en Administración de Negocios - Universidad Federal de Río de Janeiro (Portugués: Instituto de Pós-Graduação e Pesquisa em Administração, Universidade Federal do Rio de Janeiro), también conocido como COPPEAD, es una de las escuelas de postgrado de la UFRJ. La escuela de negocios fue fundada en 1973 en Río de Janeiro, Brasil y se localiza en el edificio de COPPEAD en la Isla de Fundão (Ciudad Universitaria). La escuela de negocios cuenta con más de 7,000 graduados tanto en maestría como en doctorado.
COPPEAD es la única escuela de negocios asociada con una universidad brasileña pública y con acreditación internacional. 
El programa de Maestría en Administración de Negocios (Master of Business Administration en inglés, abreviado MBA), es público y gratuito, siendo el único en América Latina listado en las mejores 100 escuelas de negocios del mundo en el 2014, de acuerdo al Financial Times, uno de los listados más prestigiosos de MBA.

## Historia
COPPEAD es una escuela de negocios fundada en 1973 en Río de Janeiro, Brasil. La idea fue concebida por un grupo de profesores del programa de ingeniería de producción (Coppe/UFRJ) en conjunto con un proyecto para crear una escuela de negocios en Brasil.
Durante los primeros años formativos, existió un intercambio considerable de profesorado con unas de las mejores escuelas internacionales de negocios de Estados Unidos y Europa. En 1980, COPPEAD mudó su facultad hacia un edificio propio dentro del campus de la UFRJ, por lo que adquirió el estatus de instituto autónomo dentro de la estructura de la universidad, convirtiéndose de esa manera en el Instituto COPPEAD de Graduados de Administración de Negocios.

## Campus
El campus de COPPEAD se encuentra localizado dentro de la Isla de Fundão en Ciudad Universitaria, campus de la Universidad Federal de Río de Janeiro.

## Acreditaciones, asociaciones e iniciativas
COPPEAD ha sido acreditado por el Sistema Europeo para el Mejoramiento de la Calidad (EQUIS; por sus siglas en inglés) desde el 2006.
COPPEAD ha sido miembro de la Asociación de Negocios de Estudios Latinoamericanos (BALAS; por sus siglas en inglés) desde 1995, del Consejo Latinoamericano de Escuela de Administración (CLADEA) desde 1997, de la Asociación de Escuelas Universitarias de Negocios Avanzadas (AACSB International; por sus siglas en inglés) desde el 2000, y de la Fundación Europea para el Desarrollo de la Gerencia (EFMD; por sus siglas en inglés) desde el 2001.
En abril del 2008, COPPEAD, en conjunto con cuatro universidades latinoamericanas, creó la Alianza Latinoamericana de Escuelas de Negocios (ALADEN) para promover la integración entre escuelas latinoamericanas de negocios de prestigio con el mundo corporativo. Las cinco escuelas fundadoras son de las mejores escuelas de negocios en sus respectivos países: CENTRUM, COPPEAD, EGADE, IESA y la UNIANDES.

## Programas de Postgrado (Tiempo Completo)

### Programa MBA
La Maestría en Administración de Negocios de COPPEAD sigue modelos de MBAs de tiempo completo adoptados de escuelas de negocios, tanto Norteamericanas como Europeas, reconocidas en su ámbito. El programa cuenta con un enfoque práctico, haciendo uso intensivo de discusiones basadas en casos complementados con simulaciones, estudios de campo y la participación en un proyecto de consultoría.
La duración del programa es de dos años y es gratuito. A partir del 2014, es posible tomar todas las clases en inglés, con la opción de algunas electivas en portugués.

#### Áreas de concentración
Los estudiantes del programa MBA pueden escoger entre las siguientes áreas de concentración:
- Finanzas y Control Administrativo.
- Operaciones, Logística y Tecnología.
- Mercadotecnia y Negocios Internacionales.
- Organizaciones, Estrategia y Sistemas.[6]

#### Clasificaciones del MBA
COPPEAD ha sido incluido en el listado de MBAs Globales en el Financial Times (MBAs de tiempo completo) entre las mejores 100 escuelas de negocios alrededor del mundo.
| Posición en el 2014                     | 79     |
| Posición en el 2013                     | 66     |
| Posición en el 2012                     | 51     |
| Posición promedio en un rango de 3 años | 65     |
| País                                    | Brasil |
| Año de auditoría                        | 2013   |

#### Intercambio
El programa de MBA de tiempo completo también cuenta con la opción de realizar un intercambio con una de las escuelas asociadas en los cinco continentes, todas internacionalmente acreditadas. Usualmente el programa toma parte durante el segundo semestre de cada año, entre el período de julio-agosto a diciembre. La lista de universidades asociadas incluye universidades como Wharton, IE y HKUST.

### Programa de doctorado
El programa de doctorado fue lanzado en 1989, con el propósito de fomentar el conocimiento en las áreas administrativas y de negocios. El programa se compone de cuatro fases durante los cuatro años de su duración.

## Programas de educación para ejecutivos
Los programas de educación para ejecutivos ofrecen programas de especialización, tales como la Maestría en Administración de Negocios para Ejecutivos (Executive Master of Business Administration en inglés, abreviado EMBA), Administración de Salud, Administración de Mercadotecnia, Finanzas Administrativas y Administración de Logística. Igualmente, ofrece programas avanzados (post MBA) de media duración en Finanzas, Mercadotecnia y Estrategia; programas de desarrollo y mejora profesional en Administración de Proyectos, Administración de Retail, y Administración de Servicios; programas de pre-experiencia en Administración Internacional, Emprendeurismo, Finanzas, Mercadotecnia y Recursos Humanos, así como programas inter-compañía.

### Clasificaciones del EMBA
El programa de EMBA de COPPEAD ha sido incluido en el 2014 en el Financial Times entre los mejores 100 EMBA de escuelas de negocios alrededor del mundo.

## Centros de investigación y desarrollo
COPPEAD cuenta con ocho centros de investigación dirigidos por miembros de la docencia. Los equipos se encuentran conformados por estudiantes tanto de los programas de maestría como de doctorado, estudiantes de bachillerato, profesores de la escuela e investigadores externos, todos los cuales trabajan en conjunto en las oficinas de investigación de COPPEAD. Tales centros son financiados por financiamiento externo, incluyendo agencias de gobierno y compañías privadas. La escuela considera a los centros como un punto de diálogo y comprensión entre diversas instituciones y empresas con la finalidad de establecer lazos con la realidad corporativa. Los resultados de la investigación son publicados continuamente a través de artículos, conferencias y/o libros.

## Docentes y alumnado

### Docentes
Todos los miembros de la docencia presentan un título de doctorado. Asimismo, el 42% y 19% de los miembros son docentes femeninos e internacionales, respectivamente.

### Alumnos
Durante el 2013, la composición del cuerpo estudiantil del MBA y EMBA fue la siguiente:
| Estudiantes femeninos en el MBA (%)       | 40 |
| Estudiantes internacionales en el MBA (%) | 27 |
| Estudiantes femeninos en el EMBA (%)      | 28 |

Del 2009 al 2012 los estudiantes de doctorado presentaron el siguiente perfil:
| Edad     |    |
| Máxima   | 50 |
| Promedio | 35 |
| Mínima   | 24 |

Experiencia
- Administración pública
- Educación
- Administración de negocios
- Historia política
- Teoría psicoanalítica
- Economía
- Ingeniería de producción
- Administración